# Grammia sulphuricella
Grammia sulphuricella är en fjärilsart som beskrevs av Embrik Strand 1919. Grammia sulphuricella ingår i släktet Grammia och familjen björnspinnare. Inga underarter finns listade i Catalogue of Life.